# Benedetto Pamphilj

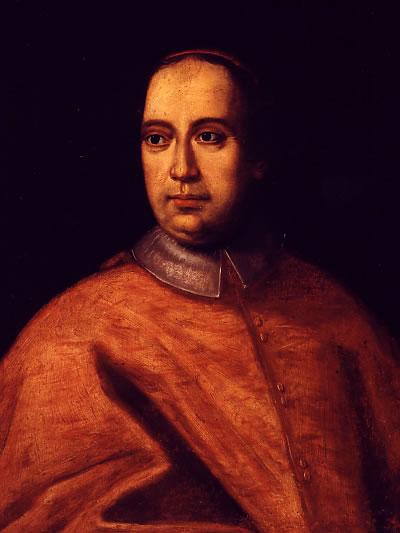
Kardinaal Benedetto Pamphilj

Benedetto Pamphilj (Pamfili) (Rome, 25 april 1653 - 22 maart 1730) was een Romeins edelman, kardinaal, mecenas en librettist.

## Afkomst
Benedetto Pamphilj stamt uit het adellijk geslacht Pamphili uit Umbrië. Zijn vader was een neef van Paus Innocentius X en was zelf ook kardinaal, tot hij in 1647 zijn ambt neerlegde om te kunnen trouwen met Olimpia Aldobrandini, vorstin van Rossano.

## Leven en werk
Paus Innocentius XI benoemde hem op 1 september 1681 tot kardinaal-diaken met als titelkerk Santa Maria in Campitelli; op 24 december 1684 werd hij tot priester gewijd. Achtereenvolgens diende hij vijf titelkerken. Daarna was hij aartspriester van de basiliek Santa Maria Maggiore (1694-1699) en de basiliek Sint-Jan van Lateranen (1699-1730). In de periode 1704-1730 was hij bovendien bibliothecaris van de Vaticaanse Bibliotheek en archivaris van het Vaticaans Geheim Archief.
In 1685 werd hij tot prefect van de Hoogste Rechtbank van de Apostolische Signatuur benoemd. Van 1693 tot 1730 was hij kardinaal-protodiaken. Benedetto Pamphilj nam deel aan de conclaven van 1689, 1691, 1700, 1721 en 1724. Hij overleed in 1730 en werd begraven in de Sant'Agnese in Agone in Rome.

## Betrokkenheid bij muziek
Benedetto Pamphilj was een belangrijke persoonlijkheid op het gebied van kunst en cultuur in het Rome van de 17e en 18e eeuw. Hij schreef een aantal libretti voor oratoria, sonnetten en cantates, deels door hemzelf getoonzet. Hij gaf diverse componisten (Corelli, Lulier, Melani, Bononcini en Cesarini) de gelegenheid hun muzikale carrière onder zijn bescherming te beginnen, financierde daarbij publicaties en uitvoering van hun werken. Tijdens het verblijf van George Friedrich Händel in Rome bouwde hij een langdurige vriendschap met de componist op.

### Werken (selectie)
- S. Maria Maddalena de' Pazzi. Oratorio da cantarsi nel giorno della sua festa alla presenza dell'eminentiss. sig. card.le de' Medici (Rom 1687)
- Conversione di S. M. Maddalena. Oratorio a tre voci da cantarsi nella chiesa de' padri della congregazione dell' oratorio di S. Filippo Neri di Firenze, Muziek van Alessandro Scarlatti (Florence 1693)
- S. Francesca Romana. Oratorio a cinque voci da cantarsi nella chiesa de' padri della congregazione dell'oratorio di S. Filippo Neri di Firenze, Muziek van Alessandro Melani, (Florence 1693)
- Il sagrifizio di Abel. Oratorio a quattro voci da cantarsi nella chiesa de' padri della Congregazione dell'Oratorio di S. Filippo Neri di Firenze, Muziek van Alessandro Melani (Florence 1693)
- S. Rosa di Viterbo del sacro ordine di S. Francesco. Oratorio a cinque voci da cantarsi nella chiesa de' padri della congregazione dell' oratorio di san Filippo Neri di Firenze, Muziek van Alessandro Melani (Florence 1693)
- Il martirio di S. Vittoria. Oratorio a quattro voci da cantarsi nella chiesa de' padri della congregazione dell' oratorio di S. Filippo Neri di Firenze, Muziek van Giovanni del Violone (Florence 1693)
- L' Ismaele soccorso dall' angelo. Oratorio a cinque voci da cantarsi nella venerabible compagnia dell' angiolo Raffaello detta la scala, Muziek van Alessandro Scarlatti (Florence 1695)
- Il trionfo della grazia o vero La conversione di S.M. Maddalena oratorio a tre voci da cantarsi nel nobil collegio Tolomei di Siena, Muziek van Alessandro Scarlatti (Florence 1699)
- Santa Maria Maddalena de' Pazzi. Oratorio dedicated to the convittori del collegio Clementino alla madre suor Maria Grazia di S. Clemente carmelitana (Rome 1705)
- Triumph of the Virgin ascended into heaven. Oratorio for 4 voices to be sung in the venerabil compagnia della Purificazione di Maria Vergine e S. Zanobi detta di S. Marco, Muziek van Alessandro Scarlatti (Florence 1706)
- The Triumph of Grace. Oratorio, Muziek van Antonio Maria Bononcini (Wenen 1707)
- Sedecia king of Jerusalem. Oratorio per musica da cantarsi nelle stanze de' paggi d'onore di sua altezza reale dedicato da' medesimi al serenissimo gran duca (Florence 1707)
- La Bellezza raveduta nel trionfo del Tempo e del Disinganno. Oratorio, Muziek van Georg Friedrich Händel (Rome 1707)
- The prodigal son. Oratorio, Muziek van Carlo Francesco Cesarini (Rome 1708)
- Maria Maddalena de' pazzi. Oratorio a quattro voci fatta cantare da monsignor Sebastiano Pompilio Bonaventura vescovo di Montefiascone, e Corneto alla presenza delle reali maestà di Giacomo Terzo re della Gran Bretagna, e Maria Clementina Sobieschi di lui regia consorte, Muziek van Alessandro Scarlatti (Montefiascone 1719)